# Литургия Фаддея и Мария
Литургия апостолов Фаддея и Мария (литургия Мар Аддаи и Мар Мари) — одна из трёх литургий восточно-сирийского обряда, используемого Ассирийской церковью Востока, Халдейской католической церковью и Сиро-Малабарской католической церковью. Является самой распространённой в литургическом году: совершается в период от Великой субботы (включительно) до начала "периода Благовещения" (за четыре воскресенья до Рождества Христова).

## Происхождение литургии
Предание Ассирийской церкви утверждает, что литургия Фаддея и Мария была передана персидским христианам апостолами от 70 Фаддеем и Марием — спутниками и соратниками апостола Фомы. В пользу апостольского происхождения литургии приводятся следующие аргументы:
- Высокий авторитет литургии, сохранившейся в рассеянных по миру общинах некогда многочисленной Церкви, в том числе в отделившихся от Ассирийской и вошедших в унию с Римом восточно-католических церквах.
- Архаичность и краткость евхаристического канона.
- Многочисленные ветхозаветные рудименты (чтения из Ветхого завета, выражения в Sursum corda, отсутствие новозаветных текстов в санктусе).
- Отсутствие в тексте несторианских мыслей и выражений, имеющихся в двух других восточно-сирийский литургиях (Феодора Мопсуестийского и Нестория), указывающее на то, что к моменту принятия несторианской доктрины литургия была уже сформирована[1].

Вместе с тем, в начальной и завершающей частях литургии присутствуют многочисленные переменные молитвы и антифоны, которые не могут принадлежать апостольскому веку и представляют собой, вероятно, последующие вставки. Тексты многих антифонов и ектений содержатся в древних списках не полностью, так что они либо дополнялись, либо изменялись впоследствии.
В настоящее время принято считать, что анафора литургии Фаддея и Мария составлена в III веке и происходит из Эдессы. Самый ранний известный исследователям чин литургии находится в 17 метрической гомилии Нарсая Нисибинского (399 — 502), описывающего ход богослужения от удаления оглашенных до завершающего благословения. Первое полное толкование на литургию Фаддея и Мария принадлежит Гавриилу Катрайи (умер в 615 году), последующие толкования следуют его схеме. Самый ранний полный список литургии относится к X — XI векам и был обнаружен в Мосуле в 1964 году.

## Особенности анафоры
Евхаристический канон литургии Фаддея и Мария является уникальным и не имеет аналогов среди известных в настоящее время литургий. Его схема такова: вступительный диалог — префация — санктус и пост-санктус — первая интерцессия — анамнесис — эпиклеза — вторая интерцессия.
Префация, санктус, анамнесис и эпиклеза являются краткими и этим выделяются на фоне многословных торжественных молитв Василия Великого, апостола Иакова, апостола Марка и других «соседних», как, впрочем, и двух других восточно-сирийских. Эпиклеза включает в себя призывание Святого Духа, но не содержит прямого прошения о преложении Святых Даров. Не имеет аналогов анамнесис литургии Фаддея и Мария: он не содержит повествования о Тайной вечере и установительных слов Христа «Сие есть Тело Мое…», «Сия есть Кровь Моя…»
В литургии Фаддея и Мария содержится две интерцессии, как в мессе римского обряда. Уникальной особенностью, присущей только данной литургии, является положение первой интерцессии в каноне: она помещена между санктусом и анамнесисом.
Вопрос о причинах особенностей литургии Фаддея и Мария является дискуссионным. Наличие двух интерцессий в каноне обычно объясняется архаичностью анафоры. Предполагается, что в каноне Фаддея и Мария зафиксировалась ранняя литургическая практика, от которой позднее отказались в других обрядах. Единственным аналогом каноном с двумя интерцессиями является римская месса, самый ранний сакраментарий которой (папы Геласия) относится к концу V века. По аналогии можно предполагать, что анафора Фаддея и Мария сохранилась в нынешнем виде с V века.
Гораздо больше споров продолжает вызывать отсутствие в анамнесисе установительных слов Христа. Среди возможных версий выделяются следующие:
- Эти слова в древности произносились священниками, но не записывались, сохраняясь в устной традиции. Причиной этого было «тайное учение» или disciplina arcana, обязывавшее сохранять таинства от «внешних», то есть не-христиан[3]. Учитывая то, что Ассирийская церковь Востока всегда была терпимой или гонимой церковью меньшинства во враждебном (языческом, а затем мусульманском) окружении, версия представляется правдоподобной. Ввиду малого количества письменных источников и разрыва в устной традиции (следствие катастрофического уменьшения числа верных, начиная с XIV века) невозможно установить, произносились ли в древности установительные слова на литургии Фаддея и Мария. Более поздние служебники могут как содержать, так и не содержать установительные слова, что связано с проникновением в восточно-сирийский обряд римской практики.
- Ассирийская церковь считала важнейшей частью анафоры эпиклезу — призывание Святого Духа, поэтому установительные слова в анамненисе не казались обязательными и были исключены оттуда. Этот аргумент хорошо укладывается в русло православно-католической полемики об обязательности (или необязательности) эпиклезы для преложения Даров. Ассирийская церковь оказывается, в духе этой версии, вместе с другими Древневосточными церквами на «православной» стороне в этой дискуссии. Слабым местом этой версии является изоляция Ассирийской церкви от других Церквей, начиная с V века, так что её сознательное участие в указанной дискуссии (а тем более, внесение изменений в анафору из-за этого спора) представляется сомнительным.
- Ассирийская церковь Востока, под влиянием учения Нестория, вообще не разделяла мнения о преложении Даров в Тело и Кровь Христовы, так что установительные слова в анамнесисе были излишними. Освящение Даров, по этой версии, вообще происходило не во время евхаристического канона, а в результате добавления в Дары малки — частицы хлеба Тайной вечери. Преложения Даров в Ассирийской церкви не происходило вообще, так что несториане не имели таинства Евхаристии. Данная версия родилась в недрах Халдейской церкви, отделившейся от Ассирийской и вошедшей в евхаристическое общение с Римом в XVI веке, в ходе полемики с Церковью Востока. Наиболее резко это мнение выражал халдейский патриарх Иосиф II (умер в 1714 году). В соответствии с таким резким анти-несторианским мнением Халдейская церковь внесла в канон литургии Фаддея и Мария второй анамненис (после второй интерцессии), заимствованный из римского обряда. Рождённая во время яростной полемики между Халдейской и Ассирийской церквами версия вызывает ряд сомнений: незафиксировано никаких особых мнений несториан о преложении (или не преложении) Даров в Тело и Кровь Христовы[2]; малка и евхаристия рассматриваются Ассирийской церковью в качестве двух различных таинств[2]; само по себе таинство малки впервые упоминается лишь в начале X века[2]. Тем не менее, только 26 октября 2001 года Католическая церковь признала литургию Фаддея и Мария без установительных слов достаточной для освящения Даров[4][5].

## Структура литургии

### Приготовление Даров
Для восточно-сирийского обряда характерно употребление для евхаристии квасного хлеба, хотя в Халдейской католической церкви под влиянием римского обычая стал использоваться пресный хлеб. Ассирийское предание утверждает, что апостолы Фаддей и Марий сохранили и привезли с собой частицу Тела Христова с Тайной вечери, и в связи с этим при каждой закваске будущего евхаристического хлеба в муку и елей добавляется частица от хлеба, освящённого на предыдущей литургии. Это добавление понимается церквами восточно-сирийского обряда как отдельное таинство, называющееся «малка» (буквально «закваска»). Таким образом, утверждается, что на каждой литургии в предложенных Дарах буквальным образом присутствует частица хлеба Тайной вечери.

### Литургия Слова (или оглашенных)
Основная статья: Восточно-сирийский обряд
В настоящее время преданафоральная часть всех трёх восточно-сирийских литургий одинакова и излагается в служебниках в составе литургии Фаддея и Мария. К числу особенностей литургии Слова можно отнести:
- пять чтений из Священного Писания: (Пятикнижие Моисеево, пророки, Деяния святых апостолов, Послания апостолов и Евангелие),
- большое количество переменных антифонов и тайных молитв (воскресные, праздничные и будние дни) достаточно позднего происхождения,
- обязательные процессии духовенства из алтаря на виму (перед чтениями) и из вимы в алтарь (перед анафорой),
- сложный обряд приближения к алтарю с диалогом служащего священника с верными, аналогичной римскому Confiteor, коленопреклоненной и главопреклоненной молитвами.

В отличие от византийских литургий в восточно-сирийских литургиях нет сформировавшихся в VI веке проскомидии и Великого входа (так как будущие Дары заранее полагаются на престоле), что свидетельствует о завершившейся к этому времени изоляции Ассирийской церкви от Византии. Но даже в условиях изоляции развитие чина литургии продолжалось: в частности многие антифоны приписываются перу патриарха Ишоява III (649 — 660). В отделившихся от Ассирийской церкви Востока Халдейской и Сиро-малабарской церквах, вошедших в каноническое общение с Римом, литургия слова испытала сильнейшее давление римского обряда: в частности появился чин оффертория и было введено чтение Символа веры (последнее затем вошло и в богослужение Ассирийской церкви).

### Анафора
Евхаристический канон литургии Фаддея и Мария, как уже указано выше, является уникальным. Префация, санктус и эпиклеза являются чрезвычайно краткими, причём анамнесис не содержит установительных слов Христа на Тайной вечере, а эпиклеза — молитвы об освящении Даров. Анафора содержит две интерцессии: очень подробную первую, расположенную между санктусом и анамнесисом, и краткую — после эпиклезы.
- Sursum corda (вступительный диалог):
  - Священник: «Благодать Господа нашего Иисуса Христа, и любовь Бога Отца, и общение Святого Духа со всеми вами» (2Кор. 13:13) (общее для большинства восточных обрядов (за исключением литургий александрийского типа) приветствие)
  - Народ: «Аминь»
  - Священник: «Горе да будут умы ваши»
  - Народ: «Они к Тебе, Боже Авраама, Исаака и Израиля, Царю славы» (ответ, свойственный только для литургий восточно-сирийского обряда)
  - Священник: «Приношение возносится Богу всех Господу» (вместо обычных «Благодарим Господа»; ещё одна исключительная особенность восточно-сирийского обряда)
  - Народ: «Достойно и праведно»
  - Диакон: «Мир с нами»[6]
- Префация — очень короткая, через обычное воспоминание о Небесных силах переходящая в Санктус[7]
- Санктус содержит только песню серафимов из видения пророка Исайи (Ис. 6:3), без обычных для большинства обрядов «Осанна…Благословен Грядущий…» Пост-санктус, напротив, очень подробный и содержит следы анамнесиса:

Свят, свят, свят Ты, Господь Бог Саваоф, Которого славы полны небеса и земля, и свойств существа Его, (равно) как преславного великолепия Его, как написано: Я наполняю небо и землю, говорит Господь Саваоф. 

Свят Ты, Боже Отче, поистине единый, от Которого именуется всякое отечество на небесах и земле.

Свят Ты, Сын вечный, через Которого всё сотворено.

Свят Ты, Дух Святой вечный, Которым всё освящается.

Горе мне, горе мне, погиб я, ибо я человек с нечистыми устами, и живу среди народа с нечистыми устами, и глаза мои видели Царя, Господа Саваофа. Как страшно теперь место это; здесь не что иное, как Дом Божий и врата небесные, ибо лицом к лицу Ты явился, Господи. Да будет же с нами благодать Твоя, Господи, очисти нечистоты наши и освяти уста наши. Соедини голоса ничтожества нашего с восклицаниями Серафимов и Архангелов. Слава щедротам Твоим, что Ты соединил земных и духовных.

С этими небесными силами исповедуемся Тебе и мы, рабы Твои уничиженные, непотребные и немощные, ибо Ты оказал нам великую милость неоцененную. Ты облекся в нашу человеческую природу, чтобы даровать нам жизнь Божеством Твоим, возвысил смирение наше, восстановил нас от падения, воскресил нас от смерти, отпустил грехи наши и оправдал виновность грехов наших, просветил разум наш и осудил врага, Господи Боже наш, и доставил торжество смирению немощной нашей природы. Обильными щедротами благости Твоей, Милосердный, отпусти грехи и преступления, прости прегрешения мои на суде. И за все пособия Твои и милости Твои к нам мы будем возносить Тебе хвалу, честь, исповедание и поклонение ныне, и присно, и во веки веков.

- Первая интерцессия — пространная молитва о живых и усопших, воспоминание святых:

…Помилуй все твари, пощади виновных, обрати заблуждающихся, восстанови угнетенных, даруй покой страждущим, исцели немощных, утешь печальных и склони к милосердию совершающих суд во имя Твое святое.

Господи Боже Саваоф, прими это приношение за всю Святую Соборную Церковь и за всех благочестивых и праведных отцов, благоугодивших Тебе, и за всех пророков и апостолов, и за всех мучеников и исповедников, и за всех плачущих, угнетенных и больных, и за всех терпящих нужду и притеснение, и за всех немощных и обремененных, и за всех умерших, которые, разлучившись с нами, преставились, и за всех, которые просят молитвы от немощи нашей, и за меня, смиренного и немощного грешника.

Господи Боже наш, по щедротам Твоим и по множеству милостей Твоих, призри на народ Твой и на меня, немощного, не по грехам моим и заблуждениям моим, но да сподобятся оставления грехов через Святое Тело сие, которое принимают с верой…

Господи Боже наш, даруй нам тишину и мир Твой, во все дни этого века, чтобы все жители земли познали Тебя, что Ты — Бог Отец, единый истинный; и Ты послал Господа нашего Иисуса Христа Сына Твоего и возлюбленного Твоего, а Он, Господь и Бог наш, пришел и научил нас всякой чистоте и святости.

Помяни пророков, апостолов, мучеников, исповедников, епископов, учителей, священников, диаконов и всех сынов Святой Соборной Церкви, которые ознаменованы знамением жизни во святом крещении; также и нас, Господи.

- Анамнесис очень короткий и, единственный из известных в настоящее время, не содержит установительных слов Христа и даже упоминания о Тайной вечере:

Мы, смиренные, слабые и немощные рабы Твои, собравшиеся во имя Твое, и стоящие теперь перед Тобой, и принявшие от Тебя образец, торжественно прославляя, воспевая и величая, воспоминаем и возносим это великое и страшное, святое и божественное Таинство страдания, смерти, погребения и воскресения Господа и Спасителя нашего Иисуса Христа.

- Эпиклеза также очень короткая, содержит призывание Святого Духа, но без молитвы о преложении Даров, что очень необычно для восточных литургий, и завершается доксологией:

И да приидет, Господи, Дух Твой Святой, и да почиет на сем приношении рабов Твоих, которое они приносят, и благословит, и освятит его, чтобы оно было нам, Господи, в очищение грехов, и оставление прегрешений, и к великой надежде воскресения из мертвых, и к новой жизни в Царстве Небесном со всеми благоугодившими перед Тобой.

- Вторая интерцессия:

Христе, мир горних и великое упокоение дольних, соделай, чтобы спокойствие и мир Твой господствовали в четырех частях мира; особенноже в Святой Соборной Церкви Твоей; сделай, чтобы священство имело мир с царством; прекрати войны до концов до концов земли и рассей народы, желающие войн, чтобы наслаждаться тихой и мирной жизнью, во всяком благочестии и страхе Божием. Отпусти грехи и прегрешения усопших, благодатию и щедротами Твоими, вовеки.

В Халдейской и Сиро-малабарской церквах, под влиянием римского представления об освящении Даров в момент произнесения установительных слов («Приимите, ядите…», «Пейте из неё все…»), после второй интерцессии был добавлен второй анамнесис, содержащий эти слова.

### Причащение
Основная статья: Восточно-сирийский обряд
В настоящее время священнодействия после евхаристического канона одинаковы для всех трёх литургий восточно-сирийского обряда. К числе особенностей можно отнести:
- необычный обряд преломления Тела Христова и соединения Тела и Крови: евхаристический Хлеб преломляется пополам, одна из частей остаётся на дискосе, другая обмакивается в потир, затем второй частью крестообразно знаменуется первая.
- «Отче наш» читается после преломления Даров
- переменные благодарственные молитвы после причащения (различные в воскресные, праздничные и будние дни).